# Frederick Fleet
Vous lisez un « bon article » labellisé en 2009.
Frederick Fleet, né le 15 octobre 1887 à Liverpool et mort le 10 janvier 1965 à Southampton, est un marin britannique. Il est aujourd'hui connu pour être l'homme de veille qui a aperçu le premier l'iceberg qui a causé la perte du Titanic. Ayant survécu au naufrage, Fleet témoigne devant les commissions d'enquête avant de poursuivre sa carrière dans la marine jusqu'en 1936. Après cela, il devient vendeur de journaux dans les rues de Southampton.
Après avoir perdu sa femme et son foyer, il est retrouvé pendu en janvier 1965. Tout d'abord enterré dans une fosse commune, il repose depuis 1993 dans une tombe à son nom à la suite d'une action de la Titanic Historical Society.

## Biographie

### Jeunesse

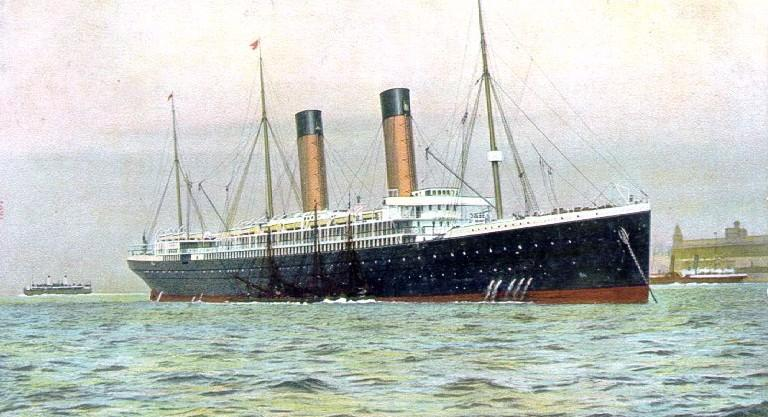
Avant de servir sur le Titanic, Fleet a été marin quatre ans sur l’Oceanic.

Frederick Fleet est né le 15 octobre 1887 à Liverpool. Il n'a jamais connu son père, et sa mère l'abandonne rapidement pour partir avec son nouveau compagnon. Ainsi, il vit ses premières années au sein de diverses familles d'accueil et dans plusieurs orphelinats avant d'embarquer sur un navire de formation à l'âge de douze ans.
En 1903, âgé de seize ans, Fleet est engagé comme mousse. Il gravit ensuite les échelons jusqu'à devenir matelot qualifié. Par la suite, engagé par la White Star Line, il sert comme veilleur et marin sur l’Oceanic pendant quatre ans. En 1912, il est affecté au tout nouveau Titanic aux côtés de cinq autres veilleurs.

### À bord duTitanic

#### La traversée et la collision

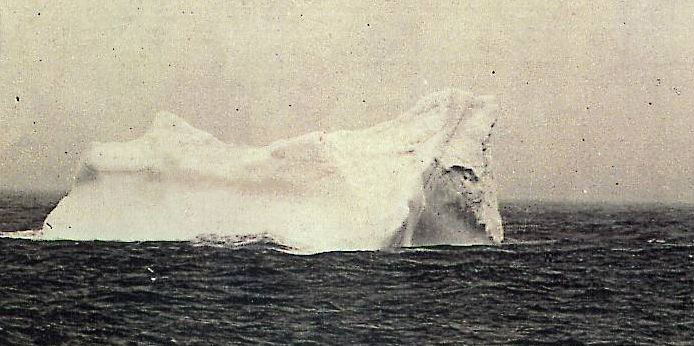
L'un des icebergs soupçonnés d'être celui qu'a aperçu Fleet le soir du naufrage.

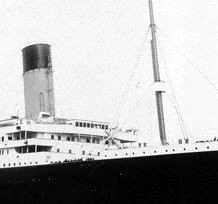
La passerelle de navigation du Titanic avec sur la droite le nid-de-pie.

Le Titanic quitte le port de Southampton le 10 avril 1912, puis fait deux escales, à Cherbourg et Queenstown. Les veilleurs, au nombre de six, se relaient toutes les deux heures par groupes de deux. Ils alternent ainsi deux heures de veille et quatre heures de repos.
La traversée est sans histoires jusqu'au dimanche 14 avril. À 22 heures, Fleet et son collègue Reginald Lee prennent la relève des veilleurs Archie Jewell et George Symons. Ces derniers leur font passer les ordres transmis plus tôt par le deuxième officier Charles Lightoller concernant les risques de glaces et l'attention qu'ils doivent y porter. La nuit est calme et sans Lune, ce qui ne facilite pas la recherche des icebergs dans la mesure où il n'y a ni reflets ni vaguelettes pour les rendre plus visibles. De plus, il n'y a pas de jumelles dans le nid-de-pie malgré les demandes répétées des veilleurs : en effet, un changement de dernière minute dans la hiérarchie des officiers a poussé l'un d'entre eux, David Blair, muté sur l’Olympic à quitter le navire sans préciser où se trouvent les jumelles. Selon d'autres versions, Blair a emporté la clé du placard contenant les jumelles, bien que cette clé ait plus probablement été celle du téléphone du nid-de-pie, dont il existe un double à bord. Quoi qu'il en soit, aucune des neuf autres paires présentes à bord n'a été fournie aux vigies, sans qu'aucune explication ne puisse être donnée lors des commissions d'enquête : les jumelles fournies au pilote n'étaient pourtant pas utilisées pendant la traversée. Cependant, certains spécialistes considèrent que les jumelles n'auraient pas permis de voir l'iceberg mais seulement de préciser la forme d'un éventuel obstacle. De plus, les veilleurs des navires de la White Star sont habitués à ne pas se servir de jumelles depuis de nombreuses années.
À 23 h 40, Fleet distingue une forme devant le navire, qui apparaît rapidement être un iceberg. Afin de signaler la présence du bloc de glace, il sonne trois coups de cloche, et téléphone à la passerelle. Le sixième officier James Paul Moody répond à l'appel. Averti de la situation, il répond d'un bref « merci » avant de prévenir le premier officier William Murdoch.
Tandis que le navire commence à tourner, Fleet comprend que la collision est inévitable et pourrait entraîner la chute du mât sur lequel il se trouve. Il ordonne alors à Lee de quitter son poste, mais ce dernier ne bouge pas, pensant probablement ne pas avoir le temps de descendre. Les deux hommes sont légèrement secoués et voient des blocs de glace tomber sur le pont, mais le mât tient. En réalité, la collision est même peu perçue par la plupart des passagers.

#### Le naufrage et ses suites

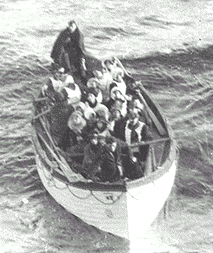
Le canot no 6, avec Frederick Fleet à son bord (penché à l'avant), approche du Carpathia.

Durant les vingt minutes suivantes, les deux veilleurs restent à leur poste, et sont relevés à minuit par Alfred Evans et George Hogg qui retournent sur le pont vingt minutes plus tard,.
Par la suite, Fleet est appelé sur le pont des embarcations et aide à la préparation du canot no 6. Il embarque ensuite à son bord,. Il y est le seul marin avec le quartier-maître Robert Hichens, ce qui pousse Margaret Brown, également à bord, à demander l'embarquement de marins supplémentaires pendant la descente du canot. Arthur Godfrey Peuchen propose son aide et embarque en se laissant glisser le long d'un câble jusqu'au canot.
Toute la nuit, le canot cherche à atteindre les feux d'un navire aperçu au loin, sans y arriver. Ce navire est peut-être le Californian ou le Samson. Tandis qu'Hichens tient la barre, Fleet et le major Peuchen manient les avirons. Le quartier-maître affiche par ailleurs un comportement hautain durant toute la durée des événements, ne cessant de « houspiller les rameurs » selon Helen Churchill Candee, passagère du canot, et refuse catégoriquement de retourner chercher des survivants,. Le canot atteint finalement le Carpathia à 6 heures le matin du 15 avril 1912.
Après le désastre du Titanic, Fleet témoigne auprès des commissions d'enquête et révèle au sénateur William Alden Smith qui préside la commission sénatoriale américaine qu'il n'y avait pas de jumelles dans le nid-de-pie. Selon lui, cela aurait permis d'éviter la collision. Devant la commission britannique, il subit un long interrogatoire souvent répétitif et ne répond donc pas à certaines questions qui lui sont posées trop souvent. Lord Mersey, président de la commission, conclut ainsi l'entretien : « Je suis votre obligé, je pense que vous avez très bien énoncé votre témoignage, bien que vous sembliez vous méfier de nous tous », ce à quoi Fleet répond un « Merci » teinté d'ironie.

### Fin de vie
Fleet sert ensuite un temps à bord de l’Olympic avant de quitter la White Star Line en août 1912, voyant que les membres d'équipage rescapés sont moins bien traités par la compagnie qui préfère oublier tout ce qui se rapporte à l'événement, et ont donc peu de chances d'avancement,. Pendant 24 ans, il navigue pour d'autres compagnies maritimes notamment l'Union-Castle Line. Lorsqu'il quitte la mer en 1936, il est engagé par les chantiers navals Harland & Wolff sur leur site de Southampton. Il sert également l'Union-Castle Line sur la terre ferme. Il réside durant tout ce temps avec son épouse chez le frère de celle-ci à Southampton.
Fleet devient ensuite vendeur de journaux durant sa retraite, traversant une période difficile financièrement. Après le décès de sa femme le 28 décembre 1964, son beau-frère le chasse de son foyer. Il est retrouvé pendu le 10 janvier 1965 dans le jardin de celui-ci, à l'âge de 77 ans,.
D'abord enterré dans une fosse commune, il repose depuis 1993 dans le cimetière de Shirley dans le Hampshire, grâce à l'action de la Titanic Historical Society,,,.

## Fleet au cinéma
Le rôle de Fleet dans le naufrage du Titanic a rendu son apparition récurrente dans les films traitant du sujet, bien qu'il n'apparaisse généralement qu'un court instant. Dans le film de Roy Ward Baker Atlantique, latitude 41°, il est incarné par Bernard Fox, qui n'est pas crédité pour ce rôle,.
Dans le film de James Cameron, Titanic, il est incarné par Scott G. Anderson. Outre la scène de la collision, il apparaît dans une scène coupée montrant Margaret Brown lui apprenant à manier un aviron dans le canot no 6.